# Йынрыгытгын
Йынрыгытгын — озеро в Иультинском районе Чукотского автономного округа России. Высота над уровнем моря — 13 м.
Расположено близ побережья Анадырского залива. Находится в заболоченной местности. Водоём соединён протокой с рекой Чечгывеем.
Название в переводе с чукот. — «озеро с крутыми берегами».